# Imouzzer
Imouzzer  (in arabo ايموزار‎?) è un centro abitato e comune rurale del Marocco situato nella prefettura di Agadir-Ida ou Tanane, regione di Souss-Massa. Conta una popolazione di 5 402 abitanti (censimento 2014). Costituisce la capitale della confederazione tribale berbera degli Ida Ou Tanan.